# Circuito de Guecho 2025
La 80.ª edición de la clásica ciclista Circuito de Guecho fue una carrera en España que se celebró el 3 de agosto de 2025 con inicio en Bilbao y final en la ciudad de Guecho sobre un recorrido de 172,2 kilómetros.
La carrera formó parte del UCI Europe Tour 2025, calendario ciclístico de los Circuitos Continentales UCI, dentro de la categoría 1.1. El vencedor final fue el mexiano Isaac Del Toro del UAE Emirates XRG. Completaron el podio, como segundo y tercer clasificado respectivamente, los españoles Juan Ayuso del UAE Emirates XRG y Alex Aranburu del Cofidis.

## Equipos participantes
Tomaron parte en la carrera 16 equipos: 4 de categoría UCI WorldTeam, 7 de categoría UCI ProTeam y 5 de categoría Continental. Formaron así un pelotón de 104 ciclistas de los que acabaron 76. Los equipos participantes fueron:
| WorldTeams (4)- UAE Team Emirates XRG - Cofidis - Lidl-Trek - Movistar Team ProTeams (7)- Team Polti VisitMalta - Equipo Kern Pharma - Caja Rural-Seguros RGA - Team TotalEnergies - Q36.5 Pro Cycling Team - Euskaltel-Euskadi - Burgos-Burpellet-BH Equipos continentales (5)- Terengganu Cycling Team - Illes Balears Arabay - Team Skyline - Victoria Sports Pro Cycling - XSpeed United Continental |
| |

## Clasificación final
- La clasificación finalizó de la siguiente forma:[4]

| \| Clasificación general \| Clasificación general \| Clasificación general \| Clasificación general \| Clasificación general \| \| Ciclista \| Ciclista \| Equipo \| Tiempo \| \| \| --------------------- \| --------------------- \| ----------------------- \| --------------------- \| --------------------- \| \| 1.º \| Isaac Del Toro \| UAE Team Emirates XRG \| 3 h 59 min 11 s \| \| \| 2.º \| Juan Ayuso \| UAE Team Emirates XRG \| + 20 s \| \| \| 3.º \| Alex Aranburu \| Cofidis \| + 20 s \| \| \| 4.º \| Haimar Etxeberria \| Equipo Kern Pharma \| + 22 s \| \| \| 5.º \| Eduard Prades \| Caja Rural-Seguros RGA \| + 22 s \| \| \| 6.º \| Pau Miquel \| Equipo Kern Pharma \| + 22 s \| \| \| 7.º \| Jon Barrenetxea \| Movistar Team \| + 22 s \| \| \| 8.º \| Toms Skujiņš \| Lidl-Trek \| + 22 s \| \| \| 9.º \| Joris Delbove \| Team TotalEnergies \| + 28 s \| \| \| 10.º \| Gorka Sorarrain \| Caja Rural-Seguros RGA \| + 31 s \| \| \| 11.º \| Ludovico Crescioli \| Team Polti VisitMalta \| + 31 s \| \| \| 12.º \| Walter Calzoni \| Q36.5 Pro Cycling Team \| + 31 s \| \| \| 13.º \| Javier Serrano \| Team Polti VisitMalta \| + 31 s \| \| \| 14.º \| Álex Martín \| Team Polti VisitMalta \| + 31 s \| \| \| 15.º \| Stefan de Bod \| Terengganu Cycling Team \| + 31 s \| \| |                    |                         |                 |
| |                    |                         |                 |
| Fuente: ProCyclingStats |                    |                         |                 |
| Clasificación general |                    |                         |                 |
| Ciclista | Ciclista           | Equipo                  | Tiempo          |
| 1.º | Isaac Del Toro     | UAE Team Emirates XRG   | 3 h 59 min 11 s |
| 2.º | Juan Ayuso         | UAE Team Emirates XRG   | + 20 s          |
| 3.º | Alex Aranburu      | Cofidis                 | + 20 s          |
| 4.º | Haimar Etxeberria  | Equipo Kern Pharma      | + 22 s          |
| 5.º | Eduard Prades      | Caja Rural-Seguros RGA  | + 22 s          |
| 6.º | Pau Miquel         | Equipo Kern Pharma      | + 22 s          |
| 7.º | Jon Barrenetxea    | Movistar Team           | + 22 s          |
| 8.º | Toms Skujiņš       | Lidl-Trek               | + 22 s          |
| 9.º | Joris Delbove      | Team TotalEnergies      | + 28 s          |
| 10.º | Gorka Sorarrain    | Caja Rural-Seguros RGA  | + 31 s          |
| 11.º | Ludovico Crescioli | Team Polti VisitMalta   | + 31 s          |
| 12.º | Walter Calzoni     | Q36.5 Pro Cycling Team  | + 31 s          |
| 13.º | Javier Serrano     | Team Polti VisitMalta   | + 31 s          |
| 14.º | Álex Martín        | Team Polti VisitMalta   | + 31 s          |
| 15.º | Stefan de Bod      | Terengganu Cycling Team | + 31 s          |

## UCI World Ranking
El Circuito de Guecho otorgó puntos para el UCI World Ranking para corredores de los equipos en las categorías UCI WorldTeam, UCI ProTeam y Continental. Las siguientes tablas son el baremo de puntuación y los diez corredores que obtuvieron más puntos:
| Posición              | 1.º | 2.º | 3.º | 4.º | 5.º | 6.º | 7.º | 8.º | 9.º | 10.º | 11.º | 12.º | 13.º-15.º | 16.º-25.º |
| Clasificación general | 125 | 85  | 70  | 60  | 50  | 40  | 35  | 30  | 25  | 20   | 15   | 10   | 5         | 3         |

| Clasificación |                   |                        |        |
| Posición      | Ciclista          | Equipo                 | Puntos |
| ------------- | ----------------- | ---------------------- | ------ |
| 1.º           | Isaac Del Toro    | UAE Emirates XRG       | 125    |
| 2.º           | Juan Ayuso        | UAE Emirates XRG       | 85     |
| 3.º           | Alex Aranburu     | Cofidis                | 70     |
| 4.º           | Haimar Etxeberria | Kern Pharma            | 60     |
| 5.º           | Eduard Prades     | Caja Rural-Seguros RGA | 50     |
| 6.º           | Pau Miquel        | Kern Pharma            | 40     |
| 7.º           | Jon Barrenetxea   | Movistar               | 35     |
| 8.º           | Toms Skujiņš      | Lidl-Trek              | 30     |
| 9.º           | Joris Delbove     | TotalEnergies          | 25     |
| 10.º          | Gorka Sorarrain   | Caja Rural-Seguros RGA | 20     |